# Marcos Caetano de Abreu e Meneses
Marcos Caetano de Abreu e Meneses ou Marcos Malheiro de Bacelar e Menezes foi um militar, aristocrata e administrador colonial português do princípio do século XIX.
Recebeu o alvará de moço fidalgo a 17 de agosto de 1782. É nomeado governador de Moçambique a 11 de dezembro de 1811 e a 29 de janeiro de 1812 recebeu o cargo ou "título do conselho" de capitão-general da mesma província ultramarina. Exerceu a sua governação de agosto de 1812 a fevereiro de 1817.
À chegada encontrou uma província algo abandonada e que imediatamente tomou conta com muita eficácia, nomeadamente correndo para fora com os estrangeiros que comercializavam na sua costa sem autorização do Reino de Portugal, que faz nota para Lisboa, através de uma carta, expondo um incidente com ingleses.
Em abril de 1822 obteve o tratamento de senhoria e em 27 de de 1825 a mercê do lugar de deputado da Junta da Administração do Tabaco.
A 2 de outubro de 1833 foi desafetado do Corpo da Brigada Real da Marinha, por ter combatido a aclamação de D. Maria II de Portugal e a política liberal do seu governo constitucional. Na altura era coronel, posto que com toda a certeza exercia desde o tempo em que o parente da sua mulher, Conde da Barca, dirigia o Ministério da Marinha e do Ultramar.

## Dados genealógicos
Era filho de: 
- Francisco de Abreu Cirne Pereira de Brito, fidalgo da Casa Real, coronel de Infantaria, governador do Castelo de São Tiago Maior da Barra de Viana do Castelo e senhor de Vila Nova de Lanheses e do vínculo do Paço de Lanheses. E de:
- D. Maria Vitória Meneses Bacelar, filha de Manuel Carlos Bacelar, fidalgo da Casa Real e administrador do vínculo da Casa do Carboal, em Covas.

Casou com: D. Maria do Carmo Cabral da Cunha, açafata da infanta D. Isabel Maria da Conceição de Bragança e que por ter prestado esse bom serviço terá recebido dela, como regente do Reino de Portugal, em 23  de  Agosto  de  1827, a mercê de metade  do  rendimento  da  Barca  do  Possinho na  comarca de  Moncorvo. 
Morreram sem geração.